# Ngapakaldia
Ngapakaldia ist eine Beuteltiergattung des späten Oligozäns.

## Merkmale
Ngapakaldia, das „Tier vom Lake Ngapakaldi“, war etwa so groß wie ein Schaf. Es besaß einen posterior erhöhten Schädel, eine flache Schnauze, große Schädelfenster, V-förmige Kauflächen der Molaren und breite, lanzenförmige erste Schneidezähne. Der zweite und dritte Zeh waren dünner als der vierte und fünfte Zeh des Hinterfußes und zudem in einer gemeinsamen Hautfalte gelagert. Wahrscheinlich lebte Ngapakaldia an den Ufern der Seen im australischen Inland und ernährte sich von Uferpflanzen, auch wenn seine Zähne zum Schneiden von Blättern geeignet erscheinen. Ngapakaldia war wahrscheinlich zu seiner Zeit um den Lake Ngapakaldi sehr häufig anzutreffen. 

## Arten
Es sind drei Arten bekannt: Ngapakaldia tedfordi Stirton, 1967a lebte im nördlichen South Australia gehört der dortigen Ngapakaldi-Lokalfauna an, ebenso wie Ngapakaldia bonythoni Stirton, 1967a, doch kam diese Art u. a. auch im Frome Embayment in South Australia vor. Eine dritte Art, Ngapakaldia sp. Black, (1997a), fand sich in Riversleigh, Queensland, und gehört der dortigen Sticky Beak-Lokalfauna an. Der nächste Verwandte von Ngapakaldia war wahrscheinlich der Diprotodont Pitikantia. Teilweise werden Ngapakaldia und Pitikantia auch in die Familie Palorchestidae gestellt.